# Ludolf von Münchhausen
Ludolf von Münchhausen (* 28. April 1570 in Apelern; † 21. September 1640 in Hessisch Oldendorf) war Gutsbesitzer und Privatgelehrter; er stellte eine der größten Bibliotheken seiner Zeit zusammen.

## Herkunft
Ludolfs Vater war Börries von Münchhausen (1515–1583) aus der „weißen Linie“ des bekannten niedersächsischen Adelsgeschlechts Münchhausen; dieser hatte als Rittmeister im Dienst seines entfernten Vetters, des Söldnerführers Hilmar von Münchhausen, bei gemeinsamen Feldzügen gut verdient und sich 1560 das Wasserschloss Apelern erbaut, dessen Ländereien schon seit 1377 in der Familie waren. Er war verheiratet mit Heilwig Büschen (1537–1599), die 1565 von ihrem Vater Nikolaus von dem Bussche (Claus Büschen) die Güter Hessisch Oldendorf und Remeringhausen erbte. Ab 1569 war Börries auch Drost und Pfandherr auf dem landesfürstlichen Schloss Lauenau, wo er zudem 1580 von einem Vetter den Münchhausen’schen Burgmannshof erwarb.

## Ausbildung und Reisen
Münchhausen erhielt ab 1577 eine humanistische Ausbildung im Kanonikerstift Möllenbeck und ab 1582 am Hof zu Stadthagen, gemeinsam mit seinem fast gleichaltrigen Landesherrn, dem Grafen Ernst von Schaumburg. Ab 1584 besuchte er das Katharineum Braunschweig, wo Martin Chemnitz lehrte. 1586–88 studierte er in Basel, wo er bei dem Ethiker Samuel Grynäus (1539–1599) zur Kost ging. 1587 zog er für ein halbes Jahr nach Straßburg, wo er Johannes Sturm hörte und 1588–89 nach Genf zu François Hotman, mit einem Abstecher nach Lyon.
Bevor er sich ganz der Verwaltung seiner Güter widmete, unternahm er 1590–1591 eine „späthumanistische Bildungsreise“ in die Niederlande (wo er kurze Zeit Hofjunker bei Graf Peter Ernst I. von Mansfeld, dem Feldmarschall der spanischen Armeen in den Niederlanden, war), dann weiter nach England, Irland, Schottland (wo er Zutritt zum Hof Jakobs VI. erlangte), Norwegen, Schweden und Dänemark (wo er das Laboratorium des Astronomen Tycho Brahe besichtigte). 1592–1593 bereiste er Österreich, Ungarn, Böhmen (wo er sich in Prag, angeregt durch Georg Am Wald, in alchemistischen Künsten probierte) sowie Polen, 1598 dann Italien. Seine Eindrücke notierte er in umfangreichen Reisetagebüchern. Er hinterließ auch Aufzeichnungen über die Familie in der sogenannten „Remeringhäuser Chronik“ sowie Wirtschaftsbücher.

## Gutsbesitzer

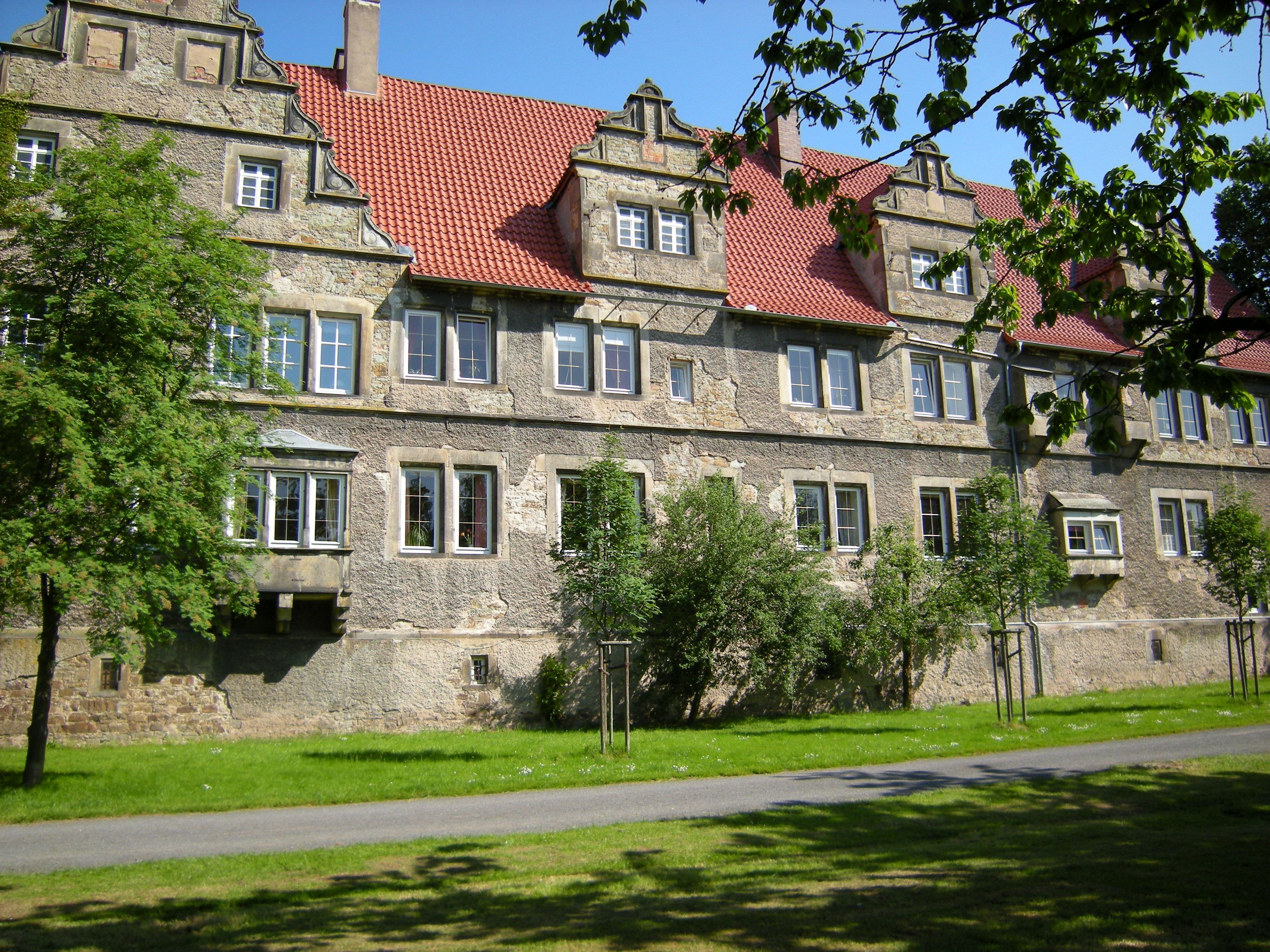
Münchhausenhof in Hessisch Oldendorf

Bei der Erbteilung mit seinen Brüdern Claus (auf Apelern) und Otto (auf Schloss Schwedesdorf in Lauenau) fielen ihm 1594 der Münchhausenhof  in Hessisch Oldendorf mit dem dort bereits von seiner Mutter errichteten Schloss sowie ein verpachteter Meierhof in Remeringhausen zu, den er durch Bauernlegen 1599 in ein (vom Landesherrn zunächst nicht anerkanntes) Rittergut umwandelte. Dort ließ er ein Schloss im Stil der Weserrenaissance erbauen, von dem heute noch ein Nebengebäude steht. Von 1602 bis 1634 war er Schatzverordneter und Mitglied der landständischen Beschwerdekommission. Gegen die absolutistischen Bestrebungen des Grafen Ernst pochte er stets auf die überkommenen ständischen Rechte des Landadels.

## Bibliothek
Ludolf von Münchhausens Nachruhm hat seine Ursache jedoch vor allem in seiner bedeutenden Bibliothek, der vielleicht größten im Reich; der Umfang wird auf 13–14.000 Bände geschätzt. Damit dürfte sie die Bibliotheken Herzog Albrechts V. von Bayern (ca. 11.000 Bände), des Wiener Hofs (ca. 9.200 Volumina), Heinrich Rantzaus (6.300), Joachim I. von Alvenslebens (4.700) sowie Johannes Sambucus (2.618) und die Bibliotheca Corviniana (2–2.500 Nummern) übertroffen haben.
Bei der Wieden schätzt die Sammelbereiche wie folgt ein: 40 % Theologica, 12 % Juridica, 11 % Historica, 6 % Medicinalia, 31 % Sonstiges. Was fehlte, war die romanische Unterhaltungsliteratur. 64 % der Titel waren auf Lateinisch verfasst. Ferner gehörten zahlreiche wichtige Handschriften dazu. Nach der Gründung der Universität Rinteln 1619 ersetzte die Bibliotheca Münchhausiana zum Teil die fehlende Universitätsbibliothek.
Die Bibliothek wurde 1665 von Ludolfs Erben über den Buchhändler Peter Köhler in Bremen Stück für Stück verkauft; den handschriftlichen Katalog vertrauten sie Adam Olearius in Gottorf an, er ist heute nicht mehr aufzufinden. Die Bücher sind heute weit verstreut, einzelne Exemplare bewahren Bibliotheken und Archive in Berlin, Bremen, Bückeburg, Celle, Hamburg, Hannover, Jena, Kopenhagen, Lüneburg, Magdeburg, Münster und Wolfenbüttel. Der Besitzeintrag lautet meist: LVDOLFF VON MVNCHAUSEN, das Supralibros LVM nebst Jahreszahl des Erwerbs.

## Geistiger Austausch
Enge Beziehungen der Familie bestanden zu dem Theologen Konrad Schlüsselburg, dem Ludolfs Großmutter Mette von Büsche geb. von Holle einst das Studium ermöglicht und ihn auch sonst protegiert hatte, ebenso wie ihr Bruder Georg von Holle. Schlüsselburg traute Ludolfs Brüder und widmete Ludolf und seinen Geschwistern 1598 das sechste Buch seines Häretikerkatalogs. Engen Austausch pflegte Münchhausen ferner mit dem schaumburgischen Superintendenten und Oberpfarrer in Oldendorf, Theodor Steding (1582–1653), der auch seine Leichenpredigt verfasste. Der Rintelner Professor Johann Peter Lotichius widmete ihm die Rede Super fatalibus hoc tempore academiarum in Germania periculis (Rinteln 1631). Engere Bekanntschaften bestanden außerdem mit Samuel Grynäus (1539–1599) in Basel, Johannes Müntzenberg, Prior und Lektor im Frankfurter Karmeliterkloster, mit Hugo Blotius, Eberhard von Weyhe und Cyriacus Spangenberg, der seinen Adelsspiegel 1591 Ludolfs Brüdern Klaus und Otto sowie ihrem Schwager Hilmar widmete. Besonders schätzte Ludolf Justus Lipsius, den er 1590 in Leiden gehört hatte und dessen Pazifismus und Stoizismus er übernahm.

## Ehe und Nachkommen

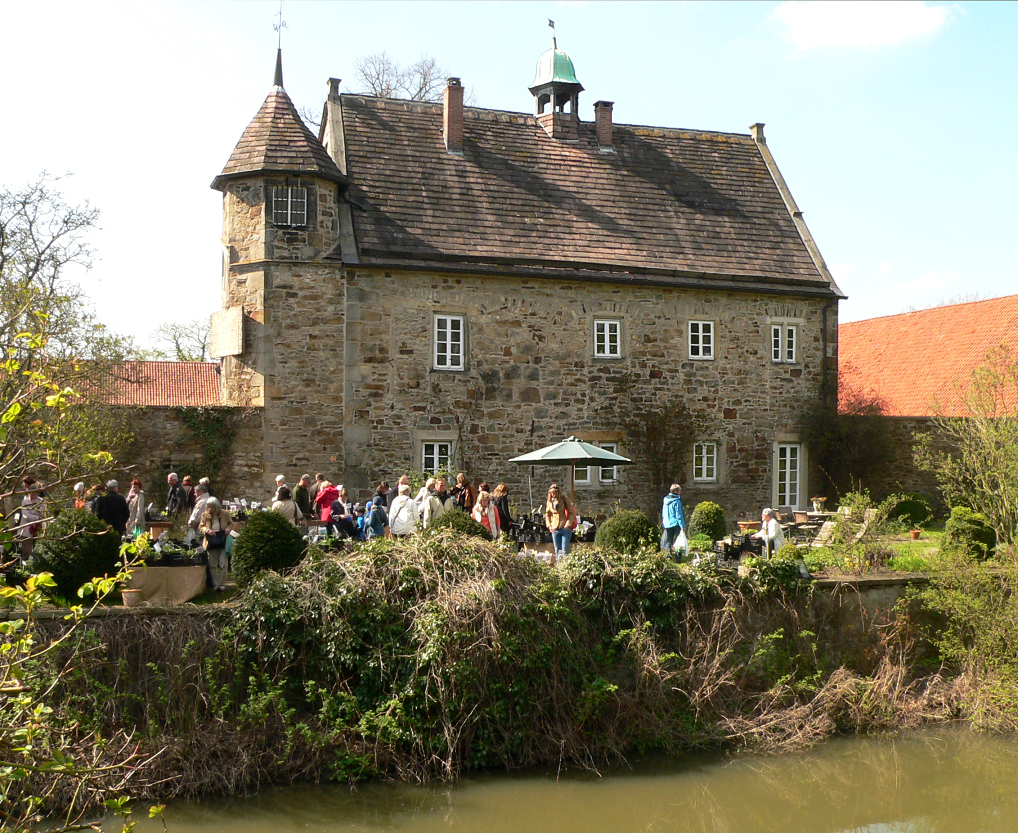
Erhaltener Nebentrakt des 1599 von Ludolf errichteten Ritterguts Remeringhausen

Am 19. Mai 1600 heiratete er die 15-jährige Anna von Bismarck (* 1585 in Krevese), Tochter des Abraham von Bismarck auf Schönhausen und Krevese. Oftmals erzählt wurde die Geschichte seiner Brautwerbung mit dem Ausspruch: „Anneke, wutt Du meck oder wutt Du meck nich?“ („..., willst du mich oder willst du mich nicht?“) Das Paar hatte 18 Kinder, darunter sieben Töchter (sie erscheinen in den Ahnentafeln vieler niedersächsischer Adelsgeschlechter) und zwölf Söhne; letztere starben – bis auf zwei – alle entweder im Kindesalter oder unter tragischen Umständen in den Wirren des Dreißigjährigen Krieges; darunter:
- Ludolf (1602–1628), Kornett, starb in Stade an der Pest.
- Hilmar (1603–1625), Fähnrich in den Niederlanden, starb in Rees am Rhein.
- Abraham (1606–1627), wurde in Eischweg/Jütland in dänischen Diensten von Räubern erschossen.
- Börries (1607–1680), auf Oldendorf, studierte 1622–1624 in Wittenberg bei Friedrich Balduin und Balthasar Meisner, währenddessen er bei Ägidius Hunnius wohnte. Seiner Ehe mit Sophie Magdalene von Hammerstein  entstammten 13 Kinder, von denen fünf das Erwachsenenalter erreichten. Auf ihn geht die bis heute blühende weiße Linie in Lauenau und Groß Vahlberg zurück.
- Ernst Friedrich (1610–1633), Kapitänleutnant, fiel nahe der bremischen Grenze.
- Christian (1612–1643), auf Remeringhausen, wurde, als er eine Kuh pfänden wollte, von seinen Bauern in Schöttlingen erschlagen (Grabstein an der Kirche in Heuerßen, Epitaph an der Kirche zu Rinteln).
- Ernst (1613–1670), auf Remeringhausen, hatte zwölf Kinder mit Catharina Sophie von Ditfurth, darunter Börries (1663–1722), Drost zu Lauenau und Moringen; dieser begründete die im Artikel Moringen beschriebene, heute im Mannesstamm erloschene Linie, der auch der Dichter Börries Freiherr von Münchhausen (1874–1945) entstammte.
- Leveke  (1616–1675) heiratete in erster Ehe Christian von Bessel, Drost zu Liebenau, und in zweiter Ehe Hans Adam von Hammerstein auf Equord und Hornoldendorf, Drost zu Altenbruchhausen; das Paar wurde zu Stammeltern verschiedener Linien der Hammersteins. Ihre jüngeren Schwestern heirateten in die Familien von Mengersen, von Bardeleben und von Campe.